# 二氧化锫
二氧化锫是锫已知的两种氧化物之一，化学式为BkO2。它是浅棕黄色至棕褐色固体，属正交晶系（萤石结构），晶胞参数a=5.334±0.005。它可由三氧化二锫在空气中加热至600°C得到。它会缓慢衰变成二氧化锎。